# Hemicyoninae
Hemicyoninae è una sottofamiglia estinta di Ursidae spesso identificata come i "cani-orso", e difatti il loro nome significa letteralmente "mezzo cane" (greco: ἡμικυων hemi-kyōn). Sono carnivori simili ad orsi che vissero in Europa, Nord America, Africa e Asia durante l'Oligocene fino al Miocene, circa 33,9-5,3 milioni di anni fa, prosperando per circa 28,6 milioni di anni. A volte sono classificati come una famiglia separata.

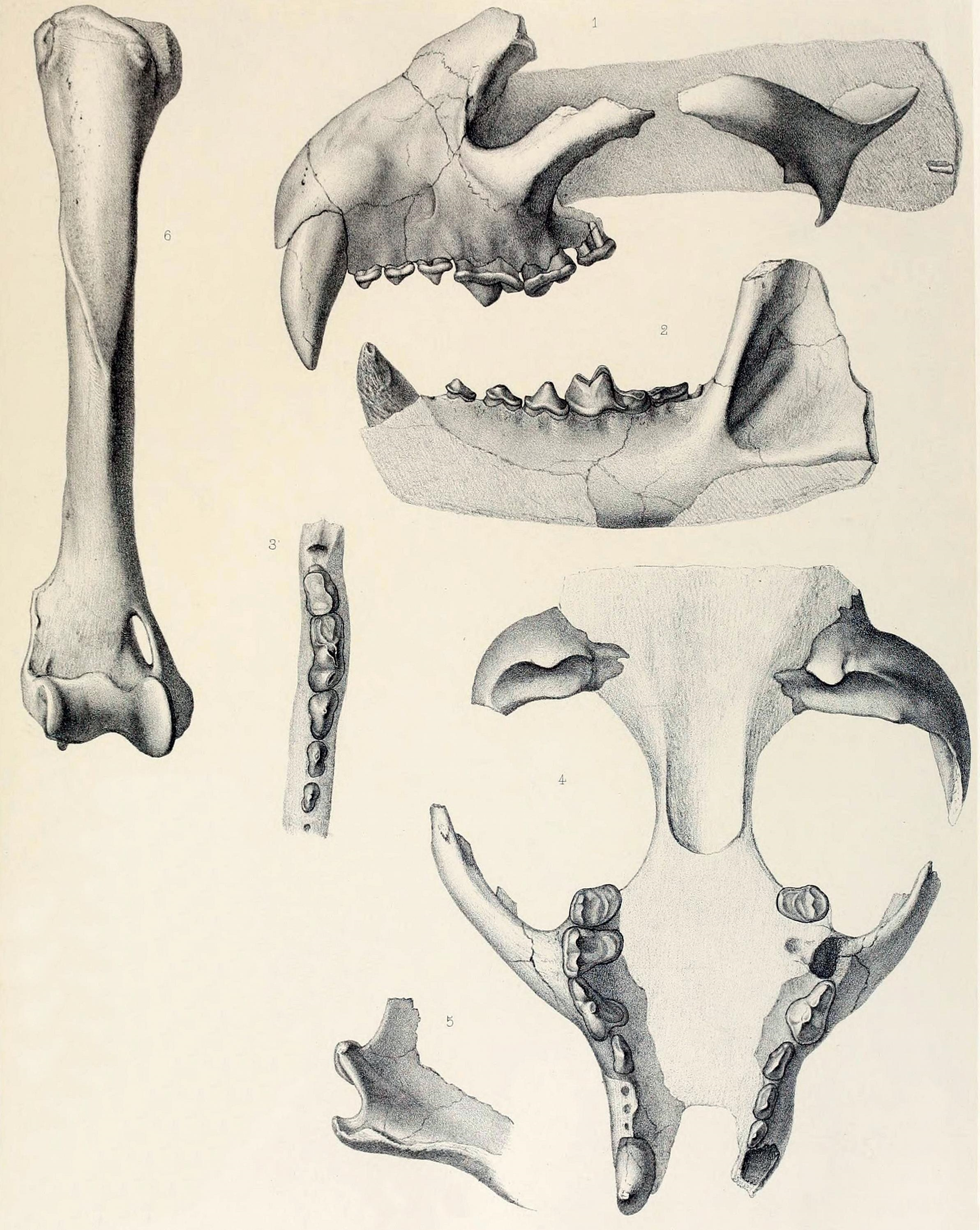
Cranio di Cephalogale geoffroyi

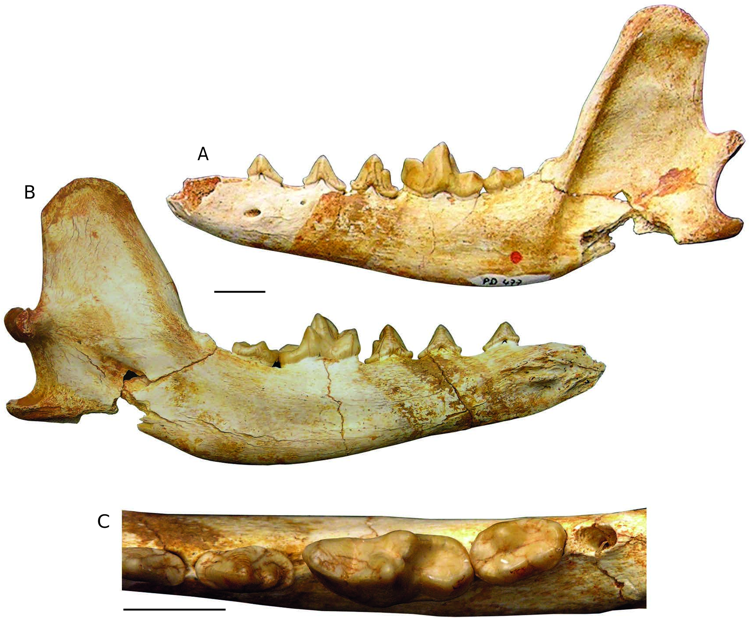
Mandibola di Cyonarctos dessei

## Classificazione
- Sottofamiglia † Hemicyoninae (Frick, 1926)
  - Tribù † Cephalogalini (de Bonis, 2013)
    - † GenereAdelpharctos (de Bonis, 1971)
      - † Specie Adelpharctos ginsburgi (de Bonis, 2011)
      - † Specie Adelpharctos mirus (de Bonis, 1971)

    - † Genere Cyonarctos (de Bonis, 2013)
      - † Specie Cyonarctos dessei (de Bonis, 2013)

    - † Genere Phoberogale (Ginsburg & Morales, 1995)
      - † Specie Phoberogale minor (Filhol, 1877)
      - † Specie Phoberogale bonali (Helbing, 1928)
      - † Specie Phoberogale depereti (Viret, 1929)
      - † Specie Phoberogale gracile (Pomel, 1847)

    - † Genere Filholictis (de Bonis, 2013)
      - † Specie Filholictis filholi (Munier-Chalmas, 1877)

    - † Genere Cephalogale (Jourdan, 1862)
      - † Specie Cephalogale shareri (Wang, et al., 2009)
      - † Specie Cephalogale gergoviensis (Viret, 1929)
      - † Specie Cephalogale ginesticus (Kuss, 1962)
      - † Specie Cephalogale geoffroyi (Jourdan, 1862)

  - Tribù †Phoberocyonini (Ginsburg & Morales, 1995)
    - † Genere Plithocyon (Ginsburg, 1955)
      - † Specie Plithocyon armagnacensis (Ginsburg, 1955)
      - † Specie Plithocyon statzlingii (Frick, 1926)
      - † Specie Plithocyon bruneti (Ginsburg, 1980)
      - † Specie Plithocyon barstowensis (Frick, 1926)
      - † Specie Plithocyon ursinus (Cope, 1875)

    - † Genere Phoberocyon (Ginsburg, 1955)
      - † Specie Phoberocyon hispanicus (Ginsburg & Morales, 1998)
      - † Specie Phoberocyon dehmi (Ginsburg, 1955)
      - † Specie Phoberocyon huerzeleri (Ginsburg, 1955)
      - † Specie Phoberocyon aurelianensis (Mayet, 1908)
      - † Specie Phoberocyon youngi (Xiang et al., 1986)
      - † Specie Phoberocyon johnhenryi (White, 1947)

  - Tribù †Hemicyonini (Frick, 1926)
    - † Genere Zaragocyon (Ginsburg & Morales, 1995)
      - † Specie Zaragocyon daamsi (Ginsburg & Morales, 1995)

    - † Genere Dinocyon (Jourdan, 1861)
      - † Specie Dinocyon aurelianensis (Frick, 1926)
      - † Specie Dinocyon sansaniensis (Frick, 1926)
      - † Specie Dinocyon thenardi (Jourdan, 1861)

    - † Genere Hemicyon (Lartet, 1851)
      - † Specie Hemicyon barbouri (Colbert, 1941)
      - † Specie Hemicyon teilhardi (Colbert, 1939)
      - † Specie Hemicyon grivensis (Frick, 1926)
      - † Specie Hemicyon minor (Dépéret, 1887)
      - † Specie Hemicyon sansaniensis (Lartet, 1851)